# Io & Marley
Io & Marley (titolo originale inglese Marley & Me) è un'autobiografia del noto giornalista statunitense John Grogan dedicata al suo cagnolino Marley, cucciolo di Labrador. Negli Stati Uniti, questo libro ha ricevuto un grande successo di pubblico ed ha venduto tre milioni di copie, ponendosi in testa alla classifica dei libri più venduti.

## Trama
Il romanzo copre 13 anni della vita famigliare di Grogan concentrandosi in particolare su Marley, l'animale domestico di famiglia. Marley è un labrador retriever giallo irascibile, rumoroso e incontrollato, estremamente forte, sempre affamato e distruttivo. Marley non riesce a "farsi un'idea" di ciò che gli umani si aspettano da lui, a tal punto che l'autore ipotizza che soffra di qualche malattia mentale. Tuttavia, i guai che combina gli vengono sempre perdonati in quanto è di buon cuore e la sua vivacità è dettata solo dalla sua natura. Marley apparse accreditato nel film del 1996 The Last Home Run.
A fare da sfondo alla storia ci sono i problemi e le tensioni causati dal comportamento nevrotico di Marley e dall'immorale devozione, amore e fiducia mostrati verso Grogan e sua moglie, mentre questi ultimi accettano il suo comportamento turbolento e hanno dei figli; il tutto culmina con la morte dell'animale a causa di una torsione dello stomaco in età avanzata e il conseguente dolore della famiglia che deve superare il lutto. 
L'elogio scritto da Grogan dopo la morte di Marley e pubblicato sul giornale ha ricevuto più risposte di qualsiasi altra rubrica da lui pubblicata fino a quel momento.

## Adattamento cinematografico
Nel 2008 è stato realizzato un omonimo adattamento cinematografico diretto da David Frankel ed interpretato da Owen Wilson e Jennifer Aniston. Il film è uscito in Italia il 3 aprile 2009 su distribuzione 20th Century Fox.

## Edizioni
- John Grogan, Io & Marley, traduzione di Maria Luisa Cesa Bianchi, Mondolibri S.P.A Milano, Sperling & Kupfer, 2005,  p. 333, ISBN 978-88-200-4158-8.